# Elbil

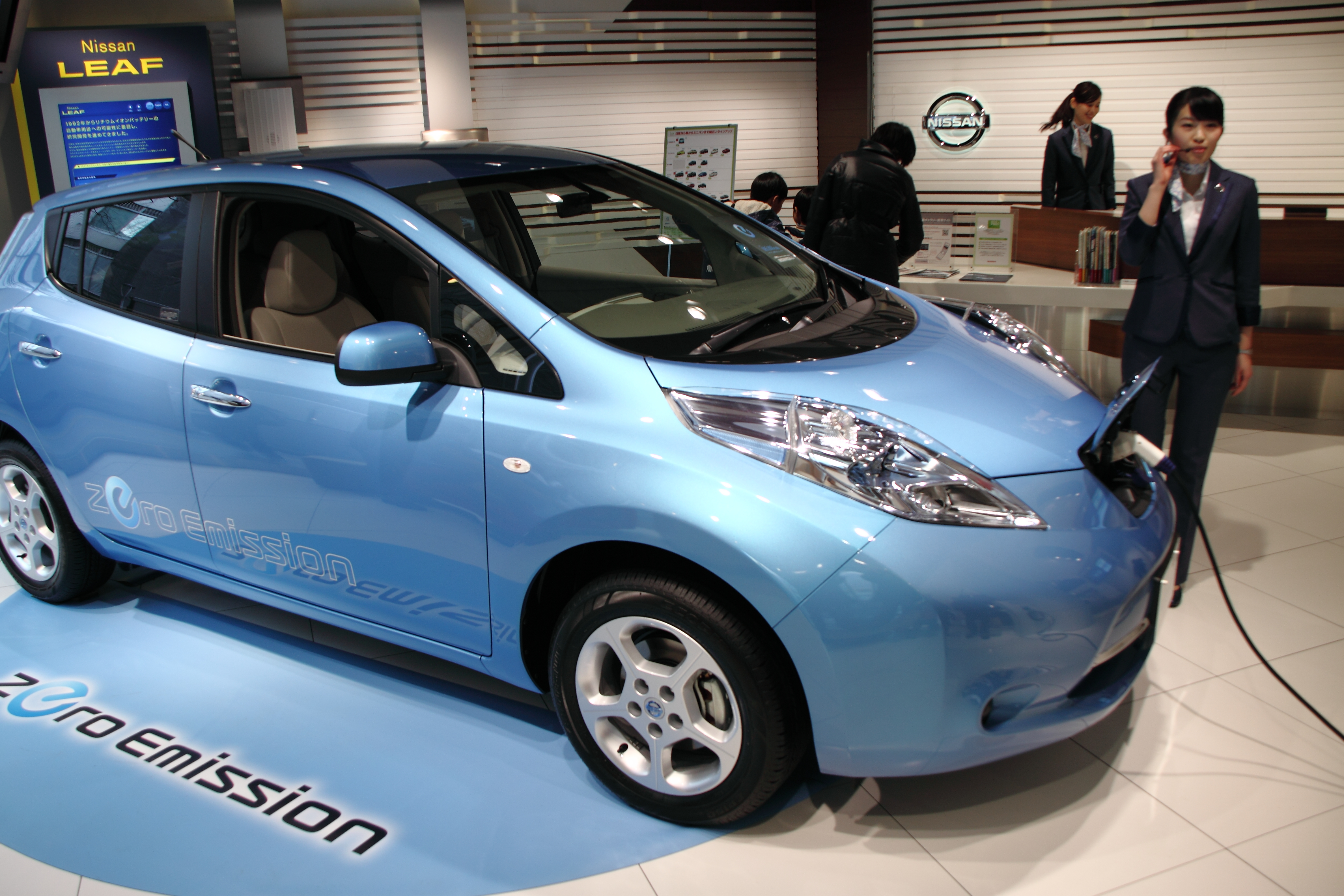
Nissan Leaf

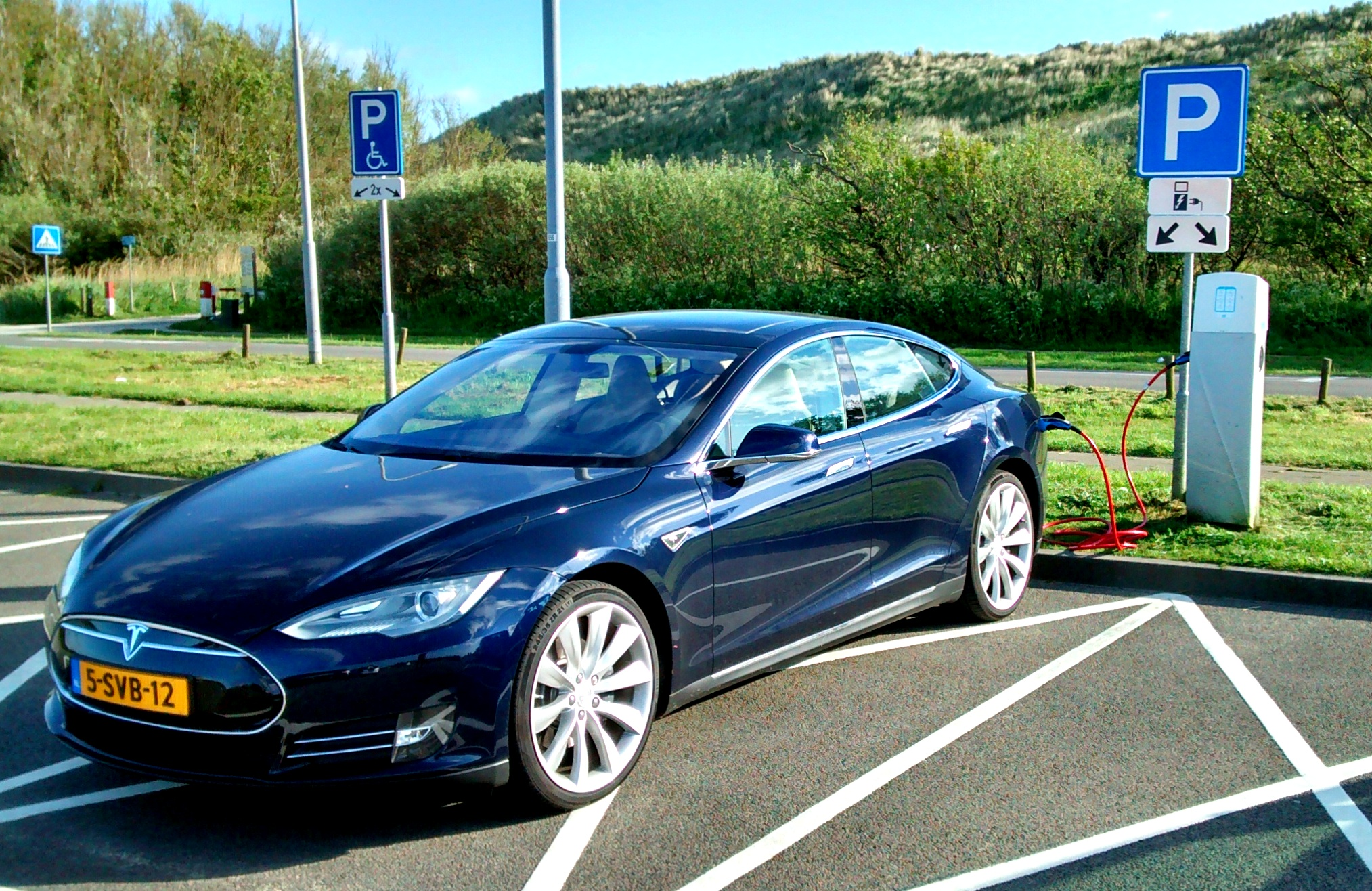
Tesla Model S

En elbil är ett elfordon som endast drivs av en eller flera elmotorer. Vanligen avses batterielbil(en) (battery electric vehicle, BEV), det vill säga fordon som strömförsörjs av batterier som laddas från extern elförsörjning, i allmänhet elnätet. En batterielbils egenskaper beror till stor del på batterierna. Stor batterikapacitet ger lång räckvidd (körsträcka mellan laddningar), men kan ge större klimatpåverkan, högre kostnad, längre maximal laddningstid och tyngre bil. Den vanligaste batteritypen i elbilar är litiumjonackumulatorer.

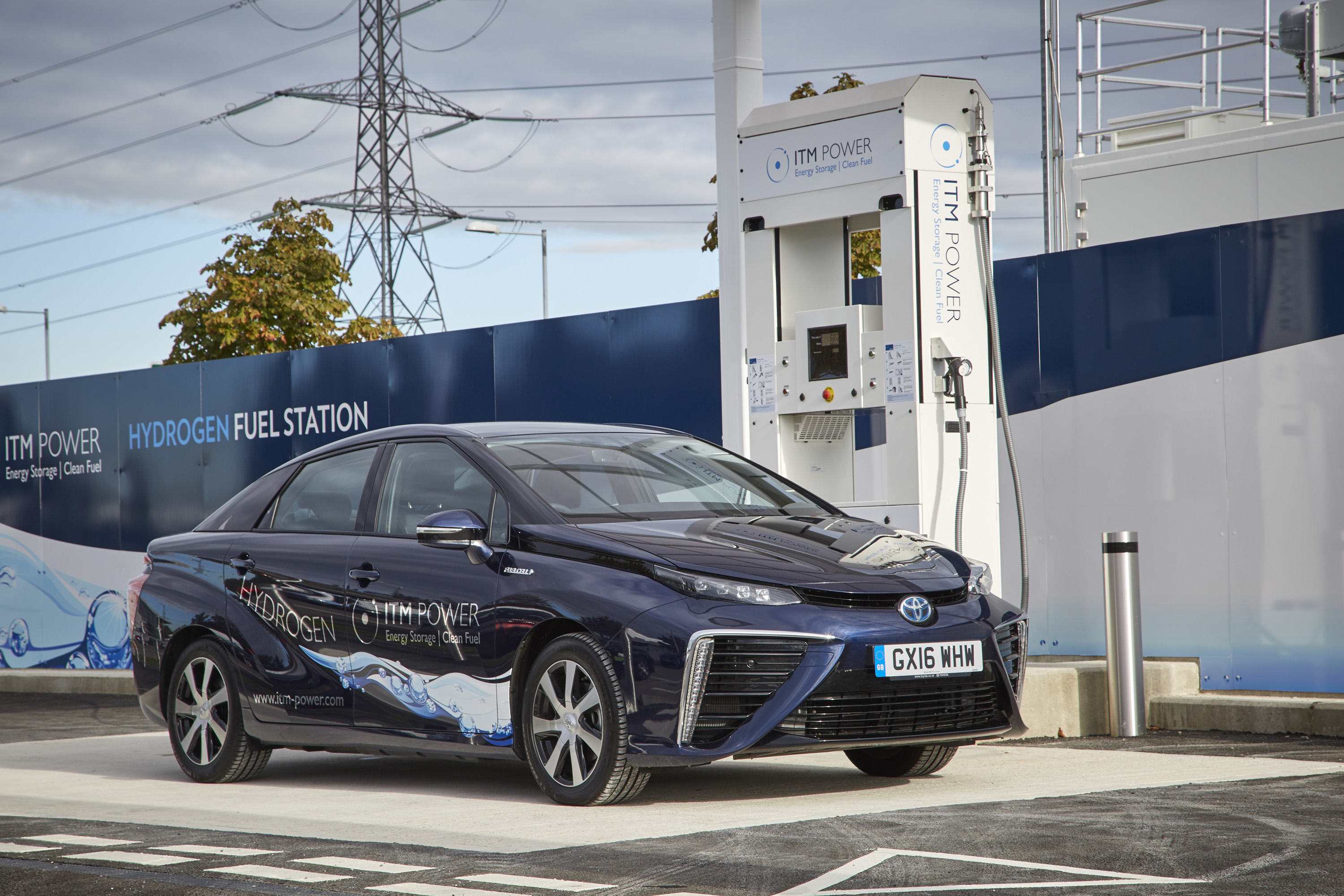
Toyota Mirai (bränslecellsbil)

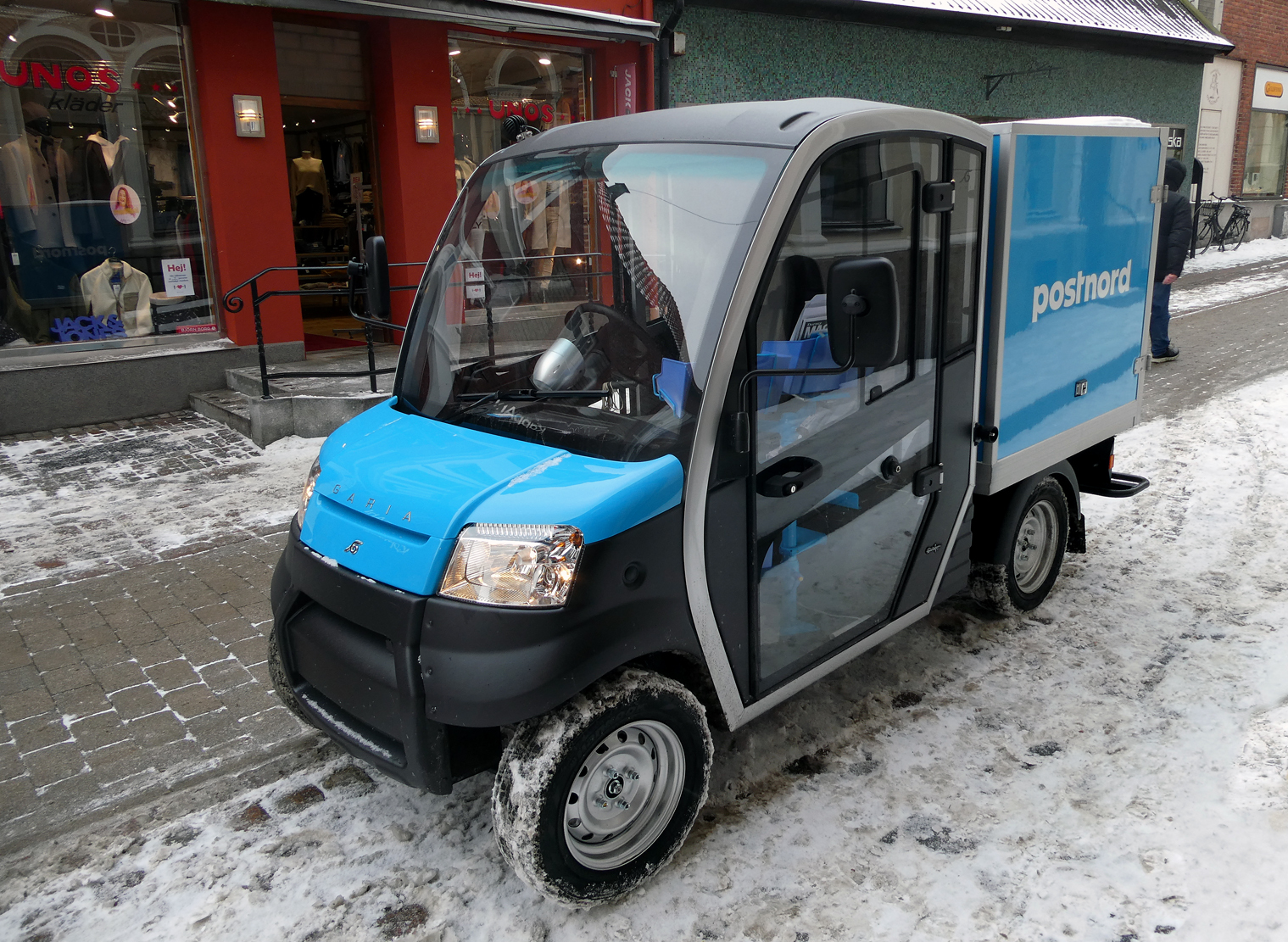
En postbil från Postnord av fabrikatet Garia. Ystad 2021.

En bränslecellsbil är en elbil som drivs av bränsleceller där vätgas omvandlas till elektricitet i bilen. Bränsleceller väger mindre än batterier, men är dyrare. Vätgasen kan genereras från elkraft, vilket ger förluster, eller från naturgas, vilket ger upphov till koldioxidutsläpp. Hybridbilar som kombinerar bränsleceller och batteridrift förekommer.
Andra typer av elfordon är hybridbilar och laddhybridbilar som kombinerar eldrift med en förbränningsmotor, samt icke personbilar, exempelvis elektrisk mopedbil.

## Historik

Nyregistrerade personbilar i Sverige efter drivmedel

En elektrisk vagn konstruerades redan 1842 av A. Davidsson i Edinburgh. David Salomons var den första som konstruerade ett praktiskt användbart elfordon, då han 1875 byggde ett par lätta trehjulingar med elmotorer. På grund av svårigheterna att bygga depåer för uppladdning av batterierna kom dock inte någon produktion till stånd. År 1888 konstruerade John Kemp Starley en elektrisk trehjulig vagn som styrdes med en pinne. Vid denna tid gällde dock "rödflagg-lagen" i Storbritannien och han fick inte köra snabbare än 6 kilometer i timmen och måste ha en flaggbärare som gick framför fordonet. Han tog därför sitt fordon över till Frankrike, där han genomförde provturer i Deauville. Som snabbast kunde hans fordon dock endast komma upp i 12–13 kilometer i timmen.
Ratcliffe Ward konstruerade 1888 en elektrisk buss och 1889 en elektrisk "stridsvagn" och konstruerade 1890 på uppdrag åt W. C. Bersay en elektrisk omnibuss för trafik mellan Charing Cross och Victoria i London. 1893 byggde Bersay en elektrisk vagn åt brittiska postverket. Bersay deltog även med en elbil in den "tävling" som firade avskaffandet av "rödflagg-lagen" i Storbritannien 1896, och placerade sig tämligen väl. När produktion av bensinbilar kort därefter kom igång i Storbritannien upphörde intresset för elbilar nästan helt.
Även i Frankrike förekom tidigt försök med elbilar. Nicolas-Jules Raffard var 1881 den förste som byggde en fullt driftduglig elektrisk vagn och den sattes även samma år in i trafik i Paris. I början av 1890-talet fanns en betydande elbilsproduktion, även om de i praktiken endast kunde fungera i städerna. När bensinbilarna under andra hälften av 1890-talet blev mer driftsäkra började dock elbilarnas betydelse att minska.
Det blev i stället i USA där elbilen kom att få sin första blomstring. Den första elbilen i USA konstruerades 1891 av William Morrison. 1895 startade Electric Vehicle Co. och Morris-Salmon produktion av elbilar, 1896 Riker samt 1899 Baker och Woods elbilsproduktion. Man började i början av 1900-talet även att exportera elbilar till Europa.
Svagheten bestod dock främst i den korta räckvidden, på sämre vägar var räckvidden utan laddning 30–40 kilometer. På bättre vägar 50-70 km på en laddning. Motorstyrkan var låg typiskt 2,4 kW på en 1-tons lastbil, 6,4kW på en 2-tons lastbil. Batterierna var ofta av dålig kvalitet, laddstationer var sällsynta, och batterierna var mycket dyra och därtill tunga, på lättare bilar vägde de 225 till 275 kilo och på tyngre fordon upp till 750 kilo. Detta ledde till att elbilarna efterhand även i USA förlorade sin popularitet i takt med att bensinbilarnas driftsäkerhet ökades. I städerna kom dock elbilarna länge att behålla sin popularitet.
Att elbilstillverkningen tidigt avbröts och fram till nyligen har varit ovanlig berodde delvis på den dåvarande batteritekniken, där energitätheten tidigare var relativt låg och körsträckan därmed kort. En annan anledning är, enligt filmen Vem dödade elbilen? från 2006, att oljebolagen och oljeproducerande länder hindrat utvecklingen för att kunna fortsätta sälja olja.
Moderna litiumjonbatterier har producerats kommersiellt sedan 1990-talet, och ger längre körsträcka (uppåt 200 kilometer eller mer). Detta har, tillsammans med ökad miljömedvetenhet bland allmänheten och politiska regleringar för att förbättra luften i städer och minska oljeberoende och den globala uppvärmningen, gjort att försäljningen på senare år har ökat snabbt. Från 2035 är det otillåtet inom EU att sälja nya bilar med förbränningsmotorer, inklusive hybridbilar.

## Räckvidd
Räckvidden beror på hur mycket energi i kilowattimmar (kWh) som kan lagras i batteripaketet och på den aktuella bilens energiåtgång, som i sin tur beror på främst på färdhastighet, men även på backighet, luftmotstånd, rullmotstånd och andra energiförluster. Strömförsörjning av klimatanläggning och annan utrustning i bilen påverkar också räckvidden.[källa behövs]
Batteritemperaturen påverkar räckvidden då batteriets interna motstånd ökar vid lägre temperatur vilket minskar räckvidden, detta tillsammans med snö eller slask kan ge avsevärt kortare räckvidd. Klimatanläggningens uppvärmning drar också mer energi vid kallt väder. Detta är dock begränsat till 1–3 kW lägre om bilen har värmepump, det betyder att räckvidden minskar med 10–20 kilometer per timme den används.
Elförbrukningen anges generellt som 0,14–0,25 kWh per kilometer för privata elbilar, förbrukningen kan dock vara högre eller lägre, speciellt vid motorvägstrafik och snöiga och/eller kalla vinterdagar då snö ger ökat rullmotstånd och mycket energi åtgår till komfortvärme.
Räckvidden för elbilar anges numera utifrån testproceduren WLTP.
Exempel på olika bilars specificerade räckvidd:
- BMW i3, 94ah: cirka 200 km (300 km med 34 hk Range Extender)
- Citroën C-zero: 150 km
- Concept One: 600 km
- Hyundai IONIQ 5: 58 kWh: 384 km, 72 kWh: 481 km (WLTP)
- KIA e-Niro upp till 485 km (WLTP)
- Mazda MX-30: 200 km
- Mitsubishi i-MiEV: 150 km
- Nissan Leaf: 24 kWh: 175 km (NECD), 30 kWh: 250 km (NECD), 40 kWh: 270 km (WLTP), 62 kWh: 385 km (WLTP)
- Skoda Enyaq iV: 58 kWh: 412 km, 77 kWh: 532 km (WLTP)
- Smart electric drive: 140 km
- Tesla Roadster: cirka 360 km
- Tesla Model S, 90 kWh: upp till 550 km
- Tesla Model 3 upp till 560 km (WLTP)
- Volvo C30 Electric: 144 km
- Volkswagen ID.3: 45 kWh: 345 km, 58 kWh: 422 km, 77 kWh: 552 km (WLTP)

## Laddning

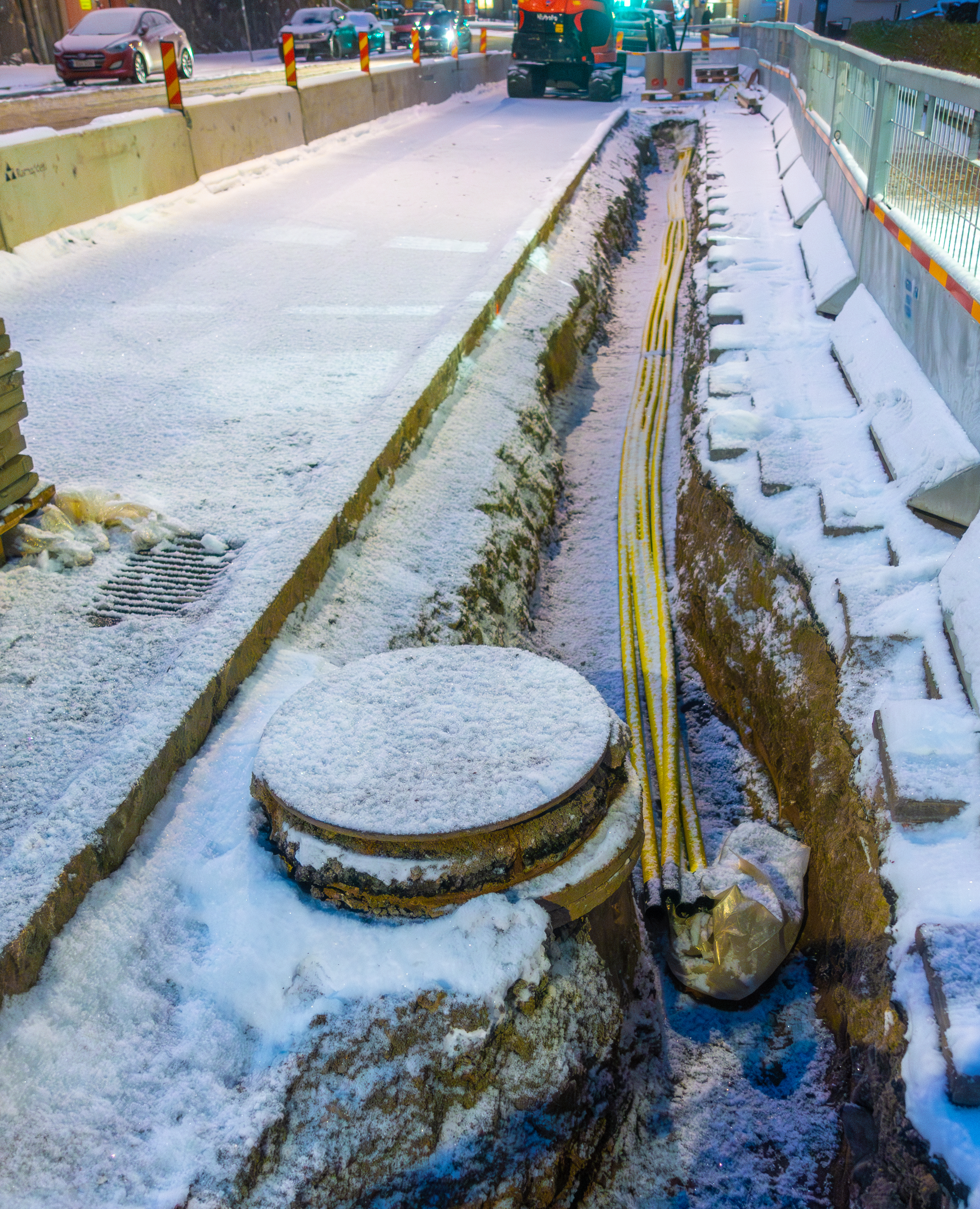
Gatuarbete som förbereder för laddplatser i centrala Stockholm hösten 2023.

Laddning av elbilar kan delas in i två typer, normalladdning och snabbladdning. De flesta bilar har ett uttag för normalladdning med växelspänning (AC) och ett uttag för snabbladdning med likspänning (DC).
Offentliga laddstationer finns för både normalladdning och snabbladdning medan privata laddstationer vanligen enbart stödjer normalladdning. Webbplatsen www.uppladdning.nu är en gratis internettjänst som hjälper elbilsägare att hitta offentliga laddstationer. Just nu (år 2022) listar webbplatsen 4751 laddplatser i Sverige. Data från webbplatsen finns även tillgänglig i mobiltelefonappar, till exempel plugshare. Det finns även en internettjänst som hjälper elbilsägare att planera laddstopp på långresor, 

### Normalladdning
Vid normalladdning, även kallat destinationsladdning, AC-laddning eller hemmaladdning, används bilens inbyggda laddare (så kallad ombordladdare) för att omvandla nätets växelspänning till likspänning. Laddstationen (laddboxen) för normalladdning är mycket enklare och billigare än en laddstation för snabbladdning. Ett vanligt vägguttag kan användas för normalladdning, men det rekommenderas inte av prestanda- och säkerhetsskäl. Normalladdning är avsett för tider då bilen ändå inte används som under natten, på jobbet eller vid längre besök på till exempel shoppingcenter.
Laddboxar för normalladdning har vanligtvis ett uttag där elbilsägaren ansluter bilen via sin egen kabel, med det finns även laddboxar med fast kabel. Det finns två olika typer av uttag för normalladdning på elbilar, typ 1 och typ 2. Typ 1 är endast för enfasladdning och förekommer på äldre bilar. Bilar med typ 1 uttag har ofta en kabel med typ 1 kontaktdon i ena änden och typ 2 i andra änden. Typ 2 finns för både enfas och trefas. Typ 2 är den vanligaste typen av uttag på nya elbilar.
Laddboxen och bilen kommunicerar med varandra via ett enkelt signalgränssnitt där laddboxen indikerar hur mycket ström som finns tillgängligt. Bilen och kabeln rapporterar till laddboxen om den är ansluten och om laddning ska starta.
Då laddboxen delar tillgänglig ström med resten av fastigheten är det vanligt att använda någon form av lastbalansering för att skydda huvudsäkringen. Statisk lastbalansering (även kallad lastvakt) gör att laddboxen har en fast inställning av maximal ström vilket minskar risken för överbelastning. Ett mer avancerat alternativ är dynamisk lastbalansering vilket innebär att laddboxen kopplas till en elmätare som läser av fastighetens övriga strömförbrukning och dynamiskt anpassar laddströmmen så att den totala strömförbrukningen alltid ligger under huvudsäkringens maxström. Vissa laddboxar har även möjlighet att identifiera överskott av solceller och använda dessa för laddningen.
Det finns även laddboxar som aktiverar laddningen under de timmar på natten då tillgången till el är som störst och elpriset som lägst. Majoriteten av laddboxar kan också schemalägga laddning vilket gör det möjligt att låta bilen ladda under natten.
Laddtiden vid normalladdning bestäms av två faktorer: hur mycket energi som ska laddas och hur stor effekt laddningen utförs med. Effekten i sin tur bestäms av hur många faser (enfas eller trefas) och hur mycket ström som används. Systemet för laddning känner automatiskt av hur många faser och hur stor ström laddboxen, laddkabel och laddaren i bilen klarar av och laddar med det antal faser och ström som den svagaste komponenten i kedjan klarar av. Vid normalladdning begränsar normalt inte bilens batteri laddeffekten, men batteriet kan begränsa effekten framförallt vid hög laddeffekt och nästan fulladdat batteri. Laddningen kan gå långsammare vid kall batteritemperatur.
Tabellen nedan visar max laddeffekt vid vanligt förekommande konfigurationer.
| Ström | enfas  | trefas |
| ----- | ------ | ------ |
| 10A   | 2.3 kW | 7 kW   |
| 16A   | 3.7 kW | 11 kW  |
| 32A   | 7.4 kW | 22 kW  |

Exempel på laddtid vid normalladdning för en bil som körts 10 mil är 2 timmar (om vi antar förbrukning 2 kWh/mil, 16A trefasladdning. Energin som ska laddas blir 2x10=20kWh. Laddeffekten = 16 A x 3 faser x 230 V = 11kW. Laddtiden = 20kWh/11kW = 2 timmar. Om vi antar elkostnad 1,50 kr/kWh blir kostnaden 3 kr/mil.)

### Snabbladdning
Snabbladdning är likströmsladdning där en externladdare används som ger minst 22 kW men vanligast är att snabbladdarna ger mellan 50 och 350 kW. Snabbladdning används på laddstationer under längre resor där bilens räckvidd inte är tillräcklig. De flesta snabbladdare har en effekt på 50 kW (vilket kräver 1 timmes laddning för att nästan fylla ett tomt 50 kWh-batteri) och använder Chademo- eller CCS-kontakter (Combined Charging System), men det finns även CCS-laddare som kan ge 350 kW eller Teslas Supercharger 120 kW genom en modifierad Typ 2-kontakt eller 150 kW genom CCS för Model 3. Snabbladdning kan dock innebära batteriförluster i form av hysteres och relaxation samt kortare batterilivslängd beroende på deras konstruktion. Laddhastigheten vid snabbladdning är beroende av laddnivån i batteriet. När laddnivån är över 80 procent brukar de flesta bilar ladda långsammare vilket gör att det inte är rekommenderat att ladda mer än så under långfärd om färdtid är prioriterat, utan man kan spara tid på att istället stanna och ladda flera gånger.
Exempelvis kan en resa mellan Stockholm och Göteborg med en modern elbil med minst omkring 60 kWh batterikapacitet klaras med ett laddstopp. Med 120 kW snabbladdning kan laddstoppet ta 13 minuter, medan det tar längre tid med bilar med högre energikonsumtion eller lägre laddström. Avstånden mellan snabbladdarna är större i glesbygd, exempelvis i Norrlands inland, än i mer tätbebyggda delar av landet.
Ett litiumjonbatteri måste ha övervakning för att inte överladdas eller laddas ur helt vilket skulle innebära en förkortad batterilivslängd. Därför är bilarna utrustade med en BMS, battery management system, som kontrollerar laddningsnivån (volt) i varje battericell.

### Utbytestjänst av batterier
Ett alternativ till att ladda bilarna som testats av olika företag är att byta ut hela batteripaketet mot ett laddat batteri vilket i så fall kan göras på tider ner mot 90 sekunder. Då få ville betala priset för utbytestjänsten vid Teslas försöksstation har detta koncept inte använts ytterligare. Detta koncept prövades även med elbilen Renault Fluence (2012-2013) i Israel och Danmark, där batteriet lossades underifrån av en robot vid utbytesstationer. Inte heller detta försök föll väl in och lades ner på grund av dålig lönsamhet.

## Brandrisk
Bränder till följd av långvarig överbelastning av elsystemet och så kallad varmgång har inträffat vid höga strömstyrkor i fastigheter med gamla och felaktiga kabelförgreningar och kontakter. I Sverige rekommenderar därför Elsäkerhetsverket att man använder en laddbox med ett typ 2-kontaktdon och en jordfelsbrytare typ B. Laddboxen kommunicerar med bilen och anpassar laddströmmen efter utrustning och bil, boxen kan också justeras efter anläggningen så att överbelastning inte sker. Typ 2-kontakterna förhindrar i- och urkoppling av laddboxen under laddning då laddningen avslutas innan kontakten bryts, vilket förhindrar ljusbågar som skulle kunna leda till brand eller skada. Jordfelsbrytare typ B reagerar på likströmsläckor, vilket inte typ A gör. Installationen ska naturligtvis göras av en behörig elektriker som kan kontrollera och anpassa elsystemet och laddboxen. Laddboxar kan utnyttja alla tre faser i trefassystem. Det är tillåtet att använda ett vanligt enfas eluttag genom en lös laddkabel, en sladd med en mobil box med styrelektronik liknande den i laddboxen, men då måste användaren själv kontrollera anläggningens skick och kapacitet. Vid användning av vanligt eluttag rekommenderas att laddningen begränsas till mellan 8 och 10 ampere från vägguttaget, vilket brukar räcka för laddhybrider eller att underhållsladda en elbil, men kan kräva orimligt lång laddningstid för att ladda en elbil med tomt batteri full. Förlängningssladd eller andra mellansteg avrådes.
Bränder i elbilar inträffar mycket sällan, men brand i elbilars batteri har uppstått vid kollisioner. Vid brand kan giftiga vätefluoridgaser släppas ut från batteriet, dock i så låg koncentration att det inte anses innebära mycket större risk för brandpersonal än andra bilbränder. Bränder i elbilar har kunnat släckas inom 10 minuter genom att vattenfylla batteripaketet med en skärsläckare, och kan också släckas på samma vis som konventionella bilar med vatten och brandfilt. Bränder i elbilar som inte släcks brinner längre tid än konventionella bilar.

## Komfort, prestanda och körsäkerhet
Elbilen är snabbare och mer bekväm att köra än motsvarande bil med förbränningsmotor, detta främst tack vare elmotorn. Elmotorn har högt vridmoment redan vid låga varvtal vilket gör att inga växlar behövs för att få tillgång till full kraft, vilket resulterar i snabb accelerationstid från 0–100 km/h. Dessutom ger batteriet bilen låg tyngdpunkt. Elbilar, särskilt i det övre kostnadssegmentet, har varit inblandade i fler olyckor än andra bilar till följd av den snabba accelerationen.

### Ljudnivå
Elbilens tysta gång möjliggör tystare städer. Detta upplevs dock som en risk för fotgängare och cyklister, inte minst av synskadade. Därför ska alla nya fyrhjuliga el- och hybridfordonsmodeller som typgodkänns inom EU efter 1 juli 2019, och alla nya fordon som registreras efter 1 juli 2021, vara försedda med ett akustiskt fordonsvarningssystem(en) (AVAS). Det innebär att de måste ge ifrån sig ett kontinuerligt men relativt svagt ljud med minst 56 dBA ljudtryck när de kör under 20 km/h, dock högst 75 dBA.

### Uppvärmning
Elbilar kan starta vid mycket lägre temperaturer än förbränningsmotorer, men räckvidden kan begränsas av kall temperatur. Elmotorn ger inte uppvärmning av kupén som en bensinmotor ger en stund efter start. Istället har de flesta elbilar en värmepump för att snabbt värma upp kupén före och under färd. Genom att utvinna värme ur luften utanför bilen kan värmepumpen generera mer värmeenergi än den inmatade elenergin. En annan fördel med värmepumpen jämfört med till exempel en bensin-/dieselvärmare är att värmepumpen inte genererar några avgaser eller utsläpp.

## Miljö- och klimatpåverkan
Att ersätta fordon som drivs av förbränningsmotorer och fossila bränslen med elbilar minskar utsläppen av luftföroreningar eftersom elbilar inte avger sotpartiklar, flyktiga organiska luftföroreningar, kolväten, kolmonoxid, ozon, bly och olika kväveoxider, och därmed kan förbättra luftkvaliteten i städer och minska cancerrisken. Luftföroreningar som orsakas av partiklar från förslitning av bromsar, hjul och vägbanan blir dock inte mindre av att vi går över till elbilar.
Elbilar sliter ofta hårdare på vägbanan än traditionella bilar, till följd av sin tyngd och snabba acceleration.

### Klimatavtryck
Historiskt sett har produktion av stora batterier till elbilar genererat stora mängder fossila koldioxidutsläpp. För fossilbilar uppkommer de största utsläppen istället när bilen körs och när drivmedlet produceras. Rena elbilar (BEV) genererar inga utsläpp vid körning och inte heller några utsläpp när drivmedlet produceras om de laddas med fossilfri el. Fossilbilar och elbilar genererar ungefär lika stora utsläpp vid produktion, mer utsläpp för större/tyngre bilar och mindre utsläpp för mindre/lättare bilar. Nedan finns en jämförelse mellan elbilens (BEV) och fossilbilens utsläpp i de olika stegen, följt av en total livscykelanalys.
Dagens biltrafik är den största källan till utsläpp inom inrikes transporter i Sverige, med växthusgaser på 10 miljoner ton koldioxidekvivalenter per år enligt naturvårdsverkets statistik. En bensin- eller dieselbil släpper ut ca 2,5 kg CO2 per liter bränsle den förbrukar, det vill säga 1,75 kg per mil eller 35 ton på 20 000 mil plus utsläpp i samband med tillverkning och produktion och transport av drivmedel. En elbil genererar inte några utsläpp när den körs.
| Bil                 | Utsläpp kg CO2/mil | Utsläpp kg CO2/20 000 mil |
| ------------------- | ------------------ | ------------------------- |
| Elbil               | 0                  | 0                         |
| Fossilbil 0,7 l/mil | 1.75               | 35 000                    |

En annan källa till utsläpp är när drivmedlet till bilen produceras. För fossilbilar saknas bra uppgifter till hur stora utsläppen är vid utvinning, transport och raffinering av råolja. Enligt en studie som publicerats i Science Magazine står de för 15–40 % av de totala utsläppen vilket innebär 0,31–1,16 kg/mil för en bil som förbrukar 0,7 l/mil. En elbil som laddas hemma med fossilfritt elabonnemang eller av någon av de stora aktörerna för snabbladdning i Sverige genererar inga koldioxidutsläpp vid produktion av drivmedel till bilen. En elbil som förbrukar 1,5 kWh/mil och laddas med ett genomsnitt av svensk el orsakar koldioxidutsläpp på 0,015 kg/mil och med ett genomsnitt av europeisk el 0.41 kg CO2/mil.
| Bil                            | Utsläpp kg CO2/mil | Utsläpp kg CO2/20 000 mil |
| ------------------------------ | ------------------ | ------------------------- |
| Elbil fossilfri el             | 0                  | 0                         |
| Elbil 1,5 kWh/mil svensk el    | 0,015              | 300                       |
| Elbil 1,5 kWh/mil europeisk el | 0,41               | 8 200                     |
| Fossilbil 0,7 l/mil            | 0,31–1,16          | 6 200–23 200              |

Dagens produktionsprocess av bilar innefattar stora utsläpp av fossil koldioxid. De största utsläppen kommer från stål/aluminium i bilar vilket förklarar att stora SUV-bilar genererar mer utsläpp än mindre bilar. För elbilar som har batterier tillverkade med en stor andel fossil energi genererar tillverkningen av batteriet mycket utsläpp. IVL har gjort en litteraturstudie om utsläppen vid tillverkning av Lithium-jon batterier som är vanliga i elbilar. Studien uppskattar att produktion av 1 kWh batteri vid LG Chems fabrik i Sydkorea år 2014 genererade utsläpp på 59–119 kg koldioxidekvivalenter. Studien har kritiserats för att innehålla felaktigheter. År 2021 använder de flesta tillverkare fossilfri el för tillverkning av batterier; Volkswagen lovar "koldioxidneutral" tillverkning av alla elbilar i ID-serien.
| Bil                         | Utsläpp kg         |
| --------------------------- | ------------------ |
| Elbil VW eGolf 36 kWh       | 8 750              |
| Elbil VW ID.3               | "koldioxidneutral" |
| Dieselbil Mercedes C 220d   | 8 000              |
| Bensinbil Toyota Prius 1.8l | 7 000              |

Det bästa sättet att jämföra totala utsläpp mellan fossilbilar och elbilar vore att göra en Livscykelanalys genom att summera alla utsläpp från produktion av bil, drivmedel, körning och återvinning och dela det med antal kilometer bilen körts innan den återvinns. Tyvärr finns ingen standard för hur en sådan beräkning ska gå till och tillverkarna tillhandahåller inte de uppgifter som behövs för att utföra beräkningen. Några studier har försökt att göra livscykelanalyser, till exempel en från Volvo, där man kommer fram till att en Volvo XC40-bensinbil släpper ut 58 ton koldioxidekvivalenter under sin livstid, körd 20 000 mil, medan en Polestar2-elbil släpper ut 17 ton om den laddas med vindkraft, 42 ton för europeisk elmix eller 50 ton med global elmix. En annan livscykelanalys från Eindhoven university of technology kommer fram till att en Mercedes C 220d-dieselbil släpper ut 260 g CO2/km medan en Tesla Model 3-elbil släpper ut 91 g CO2/km under sin livstid.
| Bil                                 | Utsläpp kg 20000 mil livslängd |
| ----------------------------------- | ------------------------------ |
| Elbil Polestar2 vindkraft           | 17 000                         |
| Bensinbil Volvo XC40                | 58 000                         |
| Elbil Tesla Model 3 europeisk elmix | 18 200                         |
| Dieselbil Mercedes C 220d           | 52 000                         |

### Utvinning av litium och sällsynta jordartsmetaller

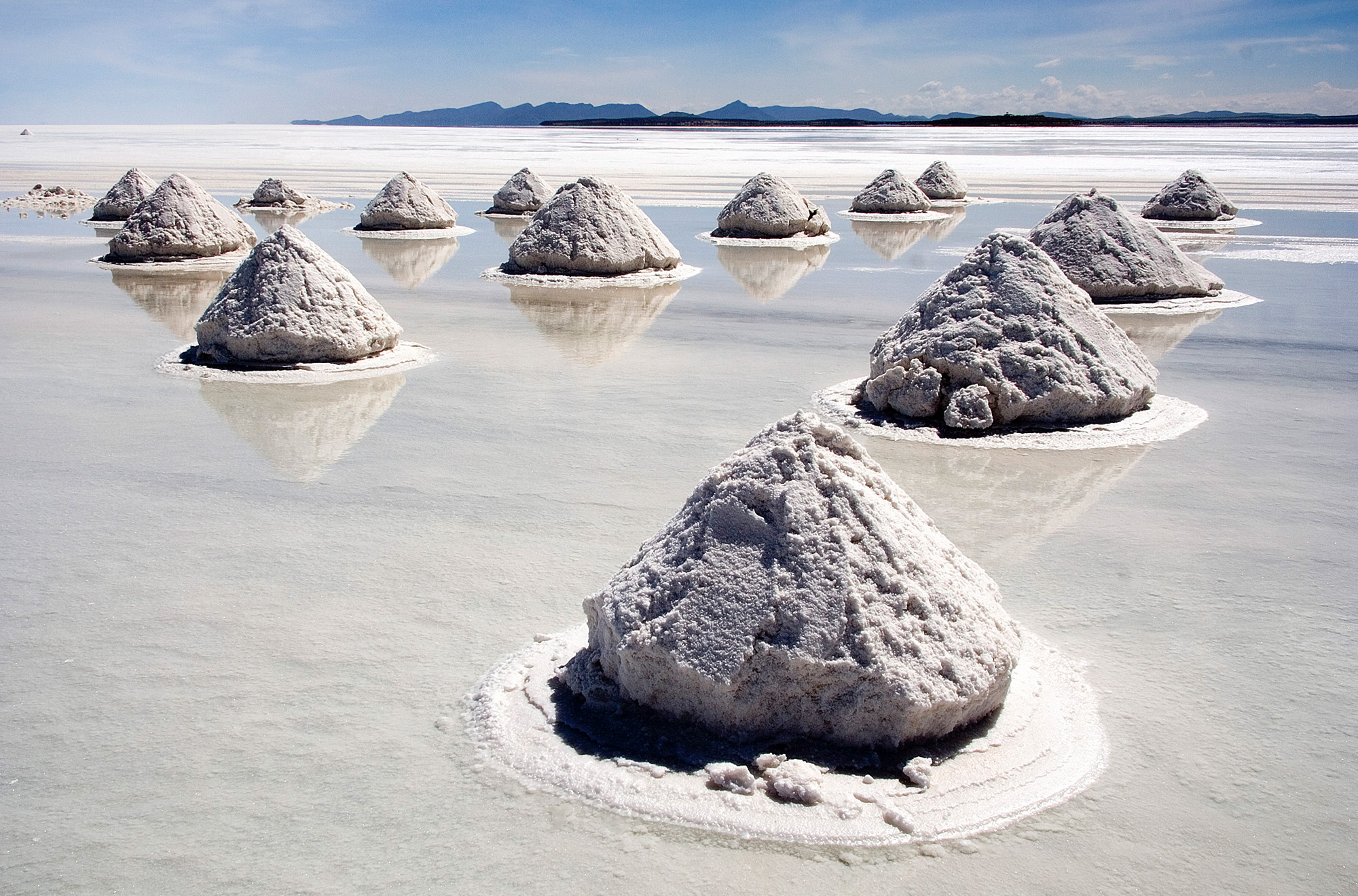
Salar de Uyuni i Bolivia är en av de största kända litium-reserverna i världen.

De flesta elbilar har ett batteri bestående av omkring 10 kilogram litium (mer för kraftigare motorer eller lång räckvidd). Både batteri och elmotor innehåller sällsynta jordartsmetaller, exempelvis neodym, dysprosium och lantan, samt bor, kobolt, nickel och tungmetaller. Några av de största världsreserverna av litiumkarbonat och av sällsynta metaller finns i fattiga regioner. De största litiumreserverna finns i litiumtriangeln i Anderna, främst Bolivia, samt i Afghanistan, men de största exportörerna av litium är Chile, Australien, Kina och Argentina. Detta väcker oro över att vissa länder kan komma att välja teknologi för brytning som innebär negativa lokala miljökonsekvenser, såsom kalcinering så att flora och fauna drabbas, och skapande av berg av miljöfarligt slam, men det kan också bli en väg ur fattigdom för ländernas befolkning. Litium och kobolt bryts även i Finland, och fyndigheter finns i Sverige. Gruvverksamhet och metallutvinning genererar koldioxidutsläpp. Tillverkningsprocesserna för nickel och kobolt, och även för batteriernas lösningsmedel, utgör potentiella miljö- och hälsorisker.
Skeptiker har också uttryckt oro för att beroendet av oljeländer ersätts med ett nytt beroende av import från länder med instabila regimer som kan sätta upp handelshinder. Ökningen av litiumbrytningen har gått långsamt och priserna har stigit. Litium betraktas ändå inte som en potentiell konfliktresurs eftersom rika fyndigheter existerar i flera länder, medan kobolt (i huvudsak från Kongo, som har en lång historia av konflikter och korruption) kan bli en begränsande faktor. Olika studier uppskattar att jorden har litiumreserver för 4 miljarder elbilsbatterier, eller till samtliga elbilar och hybridbilar som kan komma att tillverkas fram till minst år 2100.

### Återvinning av batterier
Det här avsnittet är helt eller delvis baserat på material från  engelskspråkiga Wikipedia, Battery recycling#Lithium ion batteries, 18 december 2019.
Det här avsnittet är helt eller delvis baserat på material från  engelskspråkiga Wikipedia, Lithium-ion battery#Environmental impact and recycling, 18 december 2019.
Vissa typer av litiumjonbatterier kan innehålla miljöfarliga ämnen, främst kobolt och fluor, varför de bör återvinnas på ett kontrollerat sätt när de förbrukats. Effektiv återvinning eller återbruk av förbrukade battericeller kan dessutom minska produktionen av koldioxid under tillverkningsprocessen av batterier. Återvinning av kobolt, nickel och litium är viktigt för att förhindra en framtida brist. Återvinning av metaller kan reducera CO2-utsläppen vid batteriproduktionen.
Återvinning förekommer i Kina och Sydkorea, och är under uppbyggnad i Europa. De anläggningar som finns återvinner en liten andel av de batterier i världen som bör ha nått sin livslängd. Återvinningsprocesserna är inte särskilt effektiva och lönsamma. Gruvdrift är i allmänhet billigare än återvinning, och därför har utvecklingen av återvinningsprocesser varit långsam. Ett annat skäl är att litiumjonbatteriteknologi kontinuerligt förändras och processer för att återvinna dessa batterier har föråldrats snabbt. I ökande grad återvinnes dock nickel, kobolt, koppar och aluminium. Industriell återvinning av litium, mangan, aluminium, de organiska lösningsmedlen för elektrolyt och grafit är potentiellt också möjlig, men görs endast i liten skala. Litium är billigare att utvinna än övriga av dessa metaller, och återvinning kostar ungefär fem gånger mer än utvinning, medan kobolt är den dyraste av dessa att utvinna.
Faror i samband med återvinningsprocesser av litiumjonbatterier är elektriska risker, kemiska risker och brandreaktioner. En risk är också att elektrolytmaterialet litiumhexafluorofosfat reagerar med vatten och bildar frätande och giftig fluorvätesyra. Celler är ofta nedsänkta i lösningsmedel för att förhindra detta.

## Ekonomi
Den totala kilometer- eller årskostnaden för elbilar har varit avsevärt högre än för jämförbara konventionella bilar, exempelvis i Sverige 2014, men har sedan dess sjunkit och i vissa fall passerat fossilbilar (enligt branschen själv våren 2018). Om man kan ladda hemma är laddkostnaden endast en bråkdel av kostnaden för fossila bränslen per mil, typiskt 3 kronor per mil i Sverige år 2021. Elbilar har i allmänhet ett högre nypris än laddhybrider, och ändå högre än fossilbilar. På senare år har elbilar tappat mindre i andrahandsvärde per år än fossilbilar. Leasing är ibland ekonomiskt fördelaktigt, och kan kännas tryggare om man är orolig för andrahandsvärdet. För den som bara behöver köra ett fåtal mil varje dag och kan ladda hemma varje natt kan en laddhybrid vara mer prisvärd, trots dubbla drivlinor, eftersom en sådan har mindre batterier. Då räcker ofta ett vanligt enfasuttag.
Inköpspriset utgörs till viss del av kostnaden för högvoltsbatteriet men påverkas också av storleken på tillverkningsserierna. Det finns även elbilar vars inköpspris inte inkluderar batterierna, vilka i så fall hyrs med en fast månadskostnad, som visar att priset för batteriet utgör cirka en fjärdedel av elbilens pris. Batteripaketets livslängd (de flesta tillverkarna gav 8 års garanti eller mellan 16 000 och 24 000 mil år 2022) avgör den långsiktiga kostnaden, genom påverkan av andrahandsvärdet eller kostnad för batteribyte eller renovering av vissa battericeller. Att tvingas byta ut eller renovera högvoltbatteriet efter att batterigarantin har gått ut kan bli en dyr utgift, men batteriet kan typiskt få minskad kapacitet efter 20000 mil eller 20 år, det vill säga i typfallet avsevärt längre tid än batterigarantin, ibland längre än bilens livslängd, ibland betydligt kortare.
År 2035 blir nyförsäljning av bilar med förbränningsmotor förbjudet i många länder, däribland hela EU, men debatt pågår om även nya laddhybrider bör förbjudas. Framtida förbud mot att även köra äldre fossilbilar kan potentiellt påverka andrahandsvärdet av elbilar positivt. 
Elbilarna har färre slitdelar som kräver underhåll, jämfört med en konventionell bil. Elbilens motor och motorrum har färre detaljer, och kräver därför mindre montagearbete än en fossilbil eller en laddhybrid. Emellertid har både elbilar och laddhybrider i genomsnitt haft fler problem än fossilbilar.

### Sverige
I Sverige har elbilar tidigare varit befriade från fordonsskatt de första fem åren, och köparen av en ny elbil kunde få en generös supermiljöbilspremie. Sedan juli 2018 tillämpades istället ett bonus-malus-system(en), då en statlig bonus utgick vid köp av miljöbil, och en förhöjd fordonsskatt (malus) infördes på fossilbilar de tre första åren. Den 8 november 2022 upphörde miljöbonusen med en dags varsel. Offentlig sektor är skyldiga att använda miljöbilar.
Förbud mot fossila bränslen i vissa miljözoner i städer, och ökande bränslepriser, förväntas försämra andrahandsvärdet av fossilbilar.
Flera svenska kommuner har erbjudit elbilar gratis parkeringsplats med fri laddning, dock med begränsad laddningstid och ofta relativt långsam AC-laddning. Även Teslas nätverk av snabbladdande laddstolpar är kostnadsfritt eller relativt billiga för Teslabilägare. Andra snabbladdande stolpar är dyrare, och kan ge en elkostnad nära fossilbilars bränslekostnad per mil.
Naturvårdsverket erbjuder investeringsstöd till bostadsrättsföreningar, organisationer och företag för att bygga laddstationer.
Privatpersoner kan sedan 1 januari 2021 utnyttja avdraget för grön teknik för att installera laddningspunkt för elfordon. Skattereduktionen täcker 50% av kostnaden för arbete och material och har ett tak på 50 000 kr per person och år.

## Miljöklassning och energiklassning
Miljöfordon är indelade i miljöklass 2000, 2005, 2006, 2008, EEV, hybrid och el.
EU:s energideklaration för bilar innefattar energimärkning av fordon baserat på verkningsgrad och utsläpp i gram per kilometer. Generellt gäller att ett fordon med hög total verkningsgrad är mer miljövänligt än ett fordon med låg verkningsgrad. För att få förståelse för hela energikonsumtionen för ett fordon, så måste även framställningen av fordonet, batterier, bränsle och oljeraffinaderi tas med, vilket missas i tabellen nedan .
|         |         |       |  | Förbrukning per mil av: |        |        |  |                                                     |                   |
| kWh/mil | kWh/mil | Klass |  | Diesel                  | Bensin | Etanol |  | Exempel på Bilmärken                                |                   |
| <       | 1,6     | A+++  |  | 0,16                    | 0,18   | 0,27   |  | VW E-Up, Hyundai Iqonic, Tesla Model 3, Nissan Leaf |                   |
| 1,6     | 1,8     | A++   |  | 0,18                    | 0,20   | 0,30   |  | BMW I3                                              |                   |
| 1,8     | 2       | A+    |  | 0,20                    | 0,22   | 0,34   |  |                                                     |                   |
| 2       | 2,5     | A     |  | 0,25                    | 0,28   | 0,42   |  | Tesla Model S, Jaguar I-Pace                        |                   |
| 2,5     | 3,5     | B     |  | 0,35                    | 0,39   | 0,59   |  |                                                     |                   |
| 3,5     | 5       | C     |  | 0,50                    | 0,56   | 0,85   |  | Volvo E-drive V70                                   | Volvo E-drive V70 |
| 5       | 7       | D     |  | 0,71                    | 0,78   | 1,18   |  | SAAB 9,5                                            |                   |
| 7       | 9       | E     |  | 0,91                    | 1,01   | 1,52   |  |                                                     |                   |
| 9       | 11      | F     |  | 1,11                    | 1,23   | 1,86   |  | Bently Bentayaga                                    | Bently Bentayaga  |
| >       | 11      | G     |  | >                       | >      | >      |  | Hummer H2                                           | Hummer H2         |

## Utvecklings- och forskningsmöjligheter
Batteriernas tillverkningsprocess förväntas bli effektivare i framtiden, och batterier tros kunna återanvändas i energianläggningar och återvinnas. Batterier förväntas hålla längre än bilen i bilar med aktiv kylning. Däremot kan inte bilarnas effektivitet förbättras nämnvärt, utan det förväntas att det kommer att krävas räckvidd och batterikapacitet i minst samma storleksordning som dagens elbilar, och minst lika höga laddningsströmmar som idag. Ett ökat antal elbilar och laddhybrider kan kräva stor utbyggnad av elkapaciteten, bland annat lokalt till garagelängor, och kan innebära betydande belastning av elnätet, om inte laddningen styrs till tider då nätbelastningen är låg.

### Elbilen som batteribank för stadsnäten
Det finns utvecklingsprojekt som föreslår att elbilars batterier ska utnyttjas som små distribuerade energilager, för reservkraft eller som avlastning av elnätet på tider när det är hårt belastat, på vintervardagar tidiga morgnar och sena eftermiddagar. Elbilars batteri hade 2200 MWh kapacitet i Sverige december 2019. Elbilens Battery Management System (BMS) måste vara förberett för att klara av detta. Idag klarar vissa japanska modeller av detta. En aggregator (tjänstemäklare) behövs som förmedlar energi från flera grannar tillbaka till elnätet och andra elabonnenter. För att möjliggöra detta krävs att ellagen ändras så att nätbolag får lagra energi, och att ekonomiskt incitament ges till abonnenterna.

## Elbilar
- BMW i3
- Buddy
- Chevrolet Bolt
- Citroën Berlingo électrique
- Citroën C-zero
- General Motors EV1
- Ford Focus Electric
- Hyundai Ioniq Electric
- Hyundai Kona Electric
- Kewet
- KIA e-Niro
- Mazda MX-30
- Mitsubishi i-Miev[64]
- Nissan Leaf
- Nissan eNV200
- Opel Ampera-e
- Renault Clio electrique
- Renault Zoe
- Renault Kangoo electrique
- Smart Fortwo electric drive
- Volkswagen Golf Citystromer
- Zbee
- Tesla Roadster
- Tesla Model S
- Tesla Model 3
- Tesla Model X
- Tesla Model Y
- Toyota i-Road
- Toyota COMS
- Toyota Mirai (bränslecellsbil)

## Tillverkare av elbilar
- AC Propulsion, USA
- Aspark, Japan
- Bayerische Motoren Werke (BMW), Tyskland
- Chevrolet, USA
- Cupra, Spanien
- Daimler, Tyskland
- Doking XD, Kroatien
- Elbil Norge, Norge
- EV Adapt, Sverige
- Feel Good Cars, Kanada
- Fisker Automotive, USA
- Fly Bo, Kina
- Hyundai, Syd Korea
- KIA, Syd Korea
- Lightning Car Company, Storbritannien
- Mazda, Japan
- Mitsubishi i-Miev, Japan
- National Electric Vehicle Sweden AB (fd. Saab), Sverige
- Nissan Leaf, Japan
- Obvio, Brasilien
- Polestar, Sverige
- Reva Electric Car Company, Indien
- Rimac Automobili, Kroatien
- Smart, Tyskland
- Spark Electric Vehicles, USA
- Tesla, USA
- Think City, Norge
- Volkswagen, Volkswagen AG, Tyskland
- Toyota Motor Corporation, Japan